# Reitstellung

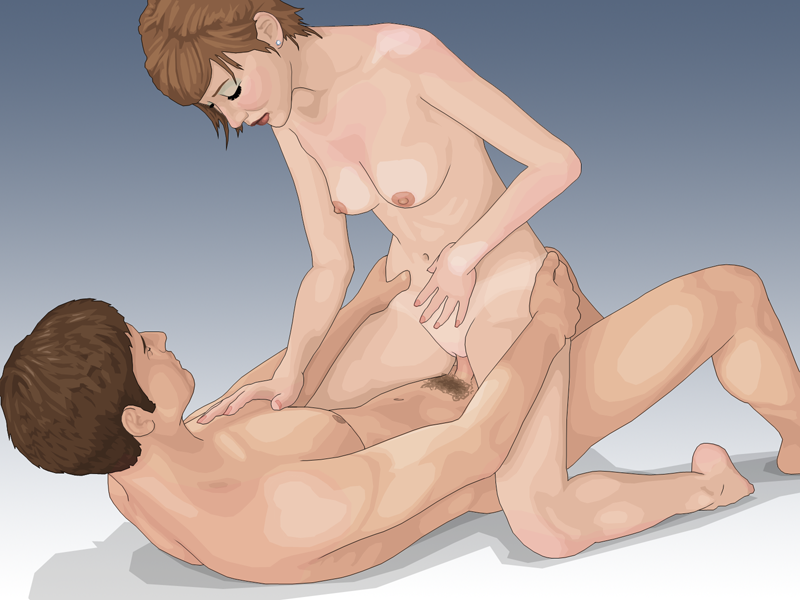
Geschlechtsverkehr in der Reitstellung, neben einer Auf- und Abbewegung, kann das weibliche Becken zusätzlich noch Vor- und Zurückbewegungen ausführen, „gekniete Reitstellung“

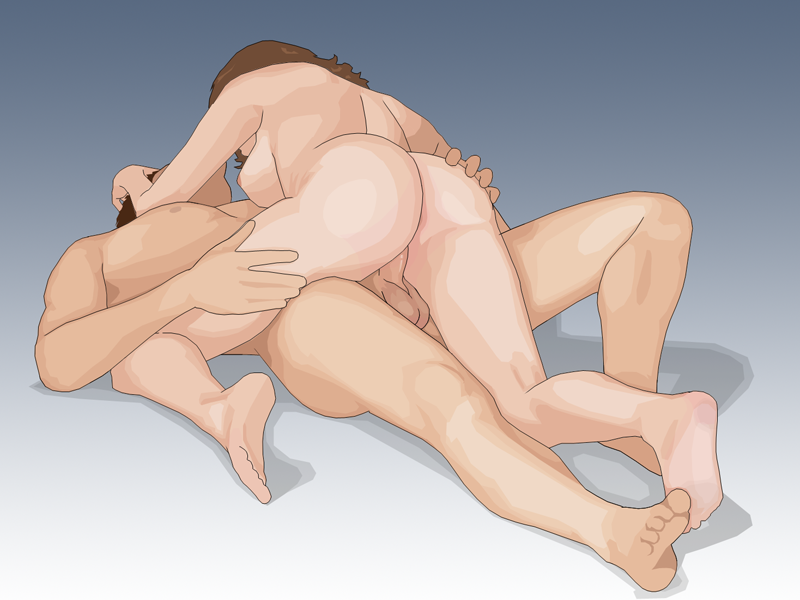
Variation nach Masters und Johnson

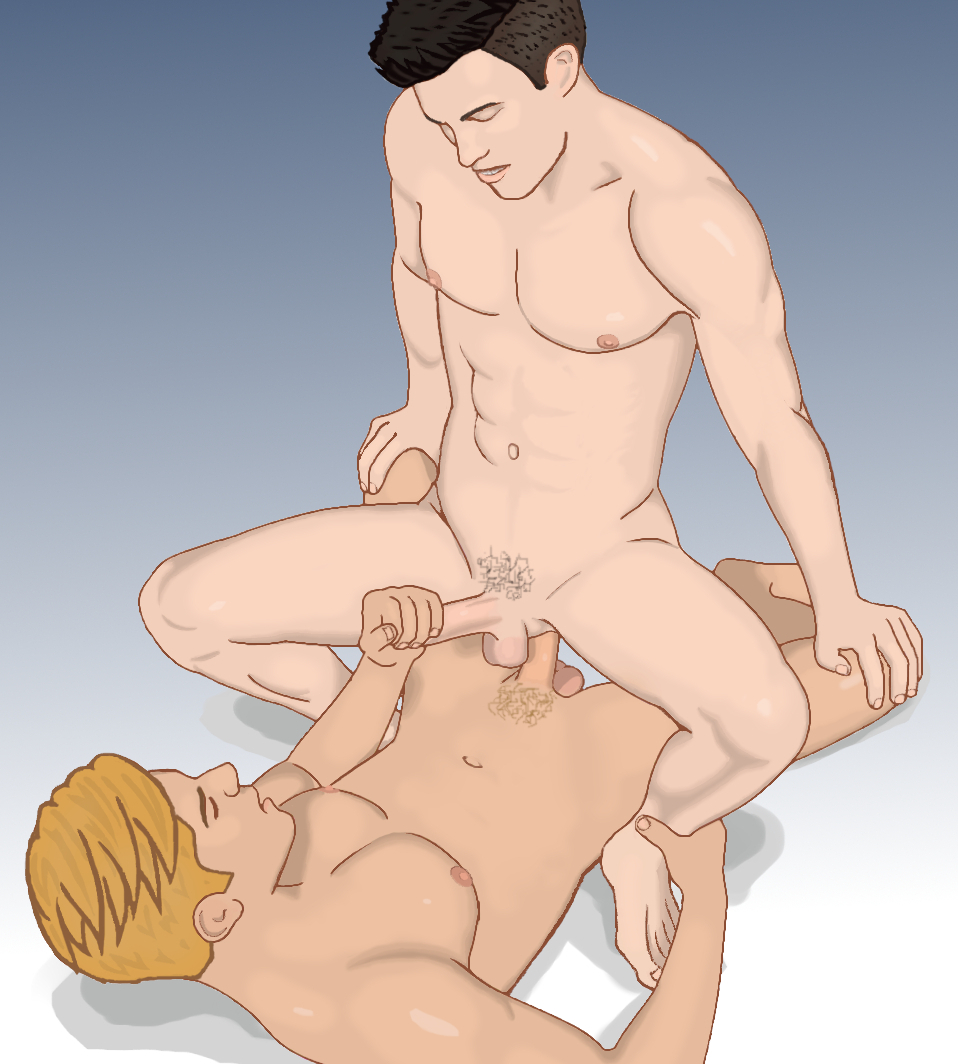
Geschlechtsverkehr zwischen zwei Männern in der Reitstellung

Die Reitstellung, das Reiten oder die Reiterstellung ist eine der beliebtesten Positionen beim Geschlechtsverkehr. Dabei liegt der penetrierende Partner auf dem Rücken; der penetrierte Partner steigt über ihn und führt sich in kniender oder hockender Stellung das Glied in die Vagina oder den Anus ein. Die Position wurde aufgrund der ähnlichen Körperhaltung als „Reiten“ bezeichnet, welche eine Körperhaltung des Menschen auf dem Rücken eines Tieres zum Zweck der eigenen Fortbewegung beschreibt. Insbesondere ist diese Stellung auch geeignet, wenn der penetrierende Partner (z. B. durch Verletzungen oder körperliche Behinderungen) in seiner Bewegungsfähigkeit eingeschränkt ist.

## Praxis
Um durch eine penile Penetration während des Vaginalverkehrs eine Stimulation der intravaginalen erogenen Zonen zu erreichen, ist zum einen ein entsprechendes sexuelles Erregungsniveau bei der Frau nötig und zum anderen ist die Eindringtiefe bzw. -winkel des Penis von Bedeutung.
In der Reitstellung hat die Frau die Möglichkeit, durch Änderung ihrer eigenen Körper- bzw. Beckenposition im Verhältnis zum erigierten Penis die Eindringtiefe und den Winkel entsprechend den penilen Gegebenheiten zu verändern. Sie kann damit einen Großteil der Kontrolle über den Geschlechtsverkehr übernehmen. Der Winkel zwischen dem erigierten und penetrierenden Penis und dem weiblichen Unterleib hat im Allgemeinen großen Einfluss auf den weiblichen Orgasmus. In der meist gebräuchlichen Missionarsstellung stimuliert der Penis häufig nicht ausreichend die obere vaginale Wand entlang der Harnröhre bzw. die intravaginalen erogenen Zonen.
In der Reitstellung verändert die Frau den Winkel aktiv. Durch Positionsänderung ihres Beckens kann der Penis in einem steileren Winkel eindringen, womit der Druck auf die Wand entlang der Harnröhre, auf das periurethrale Bindegewebe, größer wird (siehe G-Zone). Geschlechtsverkehr erfolgt zumeist durch rhythmische Auf- und Abbewegungen entlang des Penis bzw. der weiblichen Genitalien. Zusätzlich kann die oben sitzende Frau nicht nur die Friktion der vaginalen Schwellkörper beeinflussen, sondern auch durch das Vor- und Zurückbewegen ihres Beckens die Vulva und Klitoris zusätzlich stimulieren. Sie bestimmt im Wesentlichen auch die Friktionsgeschwindigkeit (gewissermaßen Rhythmus und Tempo). So gibt es eine Vielzahl von choreographischen Möglichkeiten. Die Partnerin kann tief oder flach „reiten“, schnell oder langsam, auf und ab, sie kann hin und her schaukeln, ihr Becken gegen das männliche Schambein reiben, um damit die Vulva/Klitoris zu stimulieren, sie kann sich nach hinten oder nach vorne lehnen/beugen sowie nach links und rechts und auf diese Weise für die Steigerung ihrer Erregung und ihren Orgasmus sorgen. Wünscht die Partnerin ein hohes Tempo, so ist es hilfreich, wenn sie die Füße aufstellt („gehockte Reitstellung“), statt auf den Unterschenkeln zu sitzen („gekniete Reitstellung“). Dadurch erhält sie mehr Kraft in den Beinen und kann sich seitlich bequem mit den Händen abstützen. Der Mann erhält zudem Zugriff auf die Klitoris.
Bei Vaginalverkehr ist die klitorale Stimulation meist nicht sehr intensiv. Der Mann kann durch Ziehen des Penis gegen die Klitoris mehr Reibung erzeugen oder die Klitoris mit den Fingern massieren. Entsprechend kann bei zwei Männern beim Analverkehr in Reitstellung der liegende Mann den Penis des auf ihm sitzenden Partners mit der Hand massieren.
Die Penetration kann recht tief sein, die reitende Frau kann die Tiefe und Intensität der Penetration kontrollieren oder den Griff der Kleopatra anwenden.

## Nutzen für beide Sexualpartner
- Die Partner haben Blickkontakt und können sich küssen.
- Die Frau kann die Klitoris mit den Händen sehr leicht erreichen.
- Die oben sitzende Frau ist in einer relativ stabilen Position und muss nicht, wie in anderen Stellungen, ihren Körper mit den Armen stark abstützen.
- Der untere Partner muss ebenfalls sein Gewicht nicht durch Haltearbeit stützen. Er kann durch „aufwärtsgerichtete Stöße“ aktiv werden, aber auch entspannt den Sexualverkehr genießen und ohne wesentliche eigene körperliche Anstrengung zur sexuellen Befriedigung gelangen.
- Der untere Partner kann die Brüste seiner Partnerin bzw. den Torso seines Partners gut sehen und liebkosen.
- Der untere Partner kann das Gesäß seines Partners berühren. Bei Vaginalverkehr ist auch die gleichzeitige digitale Stimulation des Anus möglich.

### Vorteile und Besonderheiten für die Frau
Bei der Reitstellung befindet sich die Frau in einer aktiven Position und hat eher die Kontrolle als beispielsweise bei der Missionarsstellung. Neben der sexuellen Befriedigung bietet die Reiterstellung die Möglichkeit, mit der sexuellen Dominanz zu spielen und zu experimentieren. Manche Frauen mögen es, die Kontrolle über den Mann zu übernehmen, indem sie seine Arme festhalten. Hingegen mögen es manche Männer, die Arme der Frau hinter deren Rücken festzuhalten.
Prinzipiell gibt es neben der Reitposition mit zugewandten Gesichtern und der reversen Reitposition noch eine wesentliche Differenzierung zwischen der Position mit aufliegenden Unterschenkeln bzw. Knien und der Hockposition mit aufgestellten Füßen. Hieraus ergeben sich für die aktive Frau biomechanisch unterschiedliche Hebel, die u. a. mit einer unterschiedlichen Kraftanstrengung und Anforderungen an den Gleichgewichtssinn einhergehen.
Dennoch verlangt diese Position von der Frau eine veränderte Form der fokussierten Aufmerksamkeit; im Vergleich zu den anderen möglichen Sexpositionen. Damit ist die kognitive Fähigkeit gemeint, die Aufmerksamkeit über einen gewissen Zeitraum auf einen Zielreiz bzw. -reize hin zu konzentrieren. Die fokussierte Aufmerksamkeit macht es möglich, relevante Reize schnell zu erkennen. Die Frau verwendet diese, um sich auf ihre internen vulvo-vaginalen Reize und auf die externen Reize, etwa ihre Becken- und Körperposition zu konzentrieren, um eine optimale sexuelle Stimulation einerseits und eine Vermeidung von „Fehlstößen“ oder gar Verletzungen am Penis des Sexualpartners andererseits zu verhindern.
Ein häufiges Problem, das die Ausführung der Reitstellung erschwert, ist die mangelnde Beweglichkeit (siehe auch Faszientraining) in der Hüft-, Gesäß- und Beckenregion sowie der Oberschenkelmuskulatur und dem Kniegelenk. Das generelle Hauptproblem für Bewegungseinschränkungen in diesen Bereichen ist ein erhöhter Spannungszustand (Muskeltonus) an der sich dort befindlichen Muskulatur in Verbindung mit der eingeschränkten Dehnbarkeit der gelenk- und knochennahen Strukturen, wie Faszien, Sehnen, Bänder.

### Nachteile und Besonderheiten für den Mann
Nach dem Stand urologischer Forschung entstehen 50 % aller Penisrupturen beim heterosexuellen Verkehr bei dieser Stellung. Ebenfalls von hohem Risiko ist die Vis-a-tergo-Position.
Denn in der Reitstellung drückt fast das gesamte Körpergewicht der Frau auf den Penis und erhöht so den Druck, der auf den Schwellkörper ausgeübt wird. Wenn der Eintrittswinkel ungünstig wird oder der Penis hart gegen den Beckenknochen stößt, können die Schwellkörper im Penis verletzt werden.
Aber auch der Mann kann durch aktives Heben und Senken seines Beckens („aufwärtsgerichtete Stöße“) seinen Penis in rhythmischer Folge nach vaginal vor- und zurückbewegen. Die beiden Sexualpartner vermögen ihre koitalen Bewegungen somit in einer gemeinsam abgestimmten Weise oder jeweils nur allein oder in wechselnder Folge ausführen.

## Varianten
Die umgekehrte Reitstellung, auch cowgirl reverse genannt, ist eine Überschneidung dieser Position mit dem Coitus a tergo, bei der der empfangende Partner dem penetrierenden Partner den Rücken zuwendet. In der umgekehrten Reitstellung, wenn die Frau dem Partner das Gesäß zudreht, ist der Peniswinkel so außergewöhnlich, dass die vordere Scheidenwand mit dem vaginalen Schwellkörpersystem intensiver stimuliert werden kann.
Bei der Amazonenreitstellung liegt die Frau auf dem Mann. Der Name dieser Stellung wird von den sagenhaften Amazonen der Antike hergeleitet, die in gebückter Haltung und mit gekrümmtem Rücken auf ihren Pferden geritten und sich dabei an den Hals der Tiere geschmiegt haben sollen.
Grundsätzlich kann bezüglich der Körperhaltung eine „gehockte Reitstellung“, die Frau sitzt in der Hocke auf dem Penis und die Füße sind seitlich aufgestellt, von einer „geknieten Reitstellung“ unterschieden werden, die Partnerin kniet hier auf beiden Unterschenkeln.

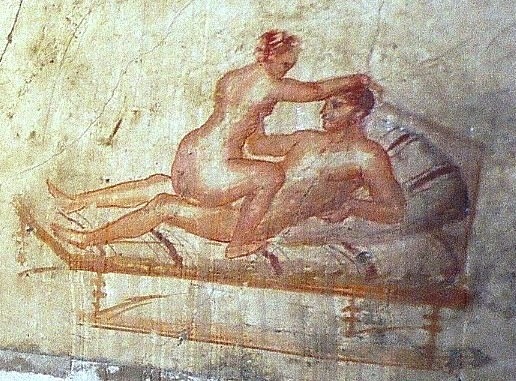
Antikes Wandbild aus Pompeji; die Frau ist in der Hockposition, d. h. beide Füße sind aufgestellt, „gehockte Reitstellung“
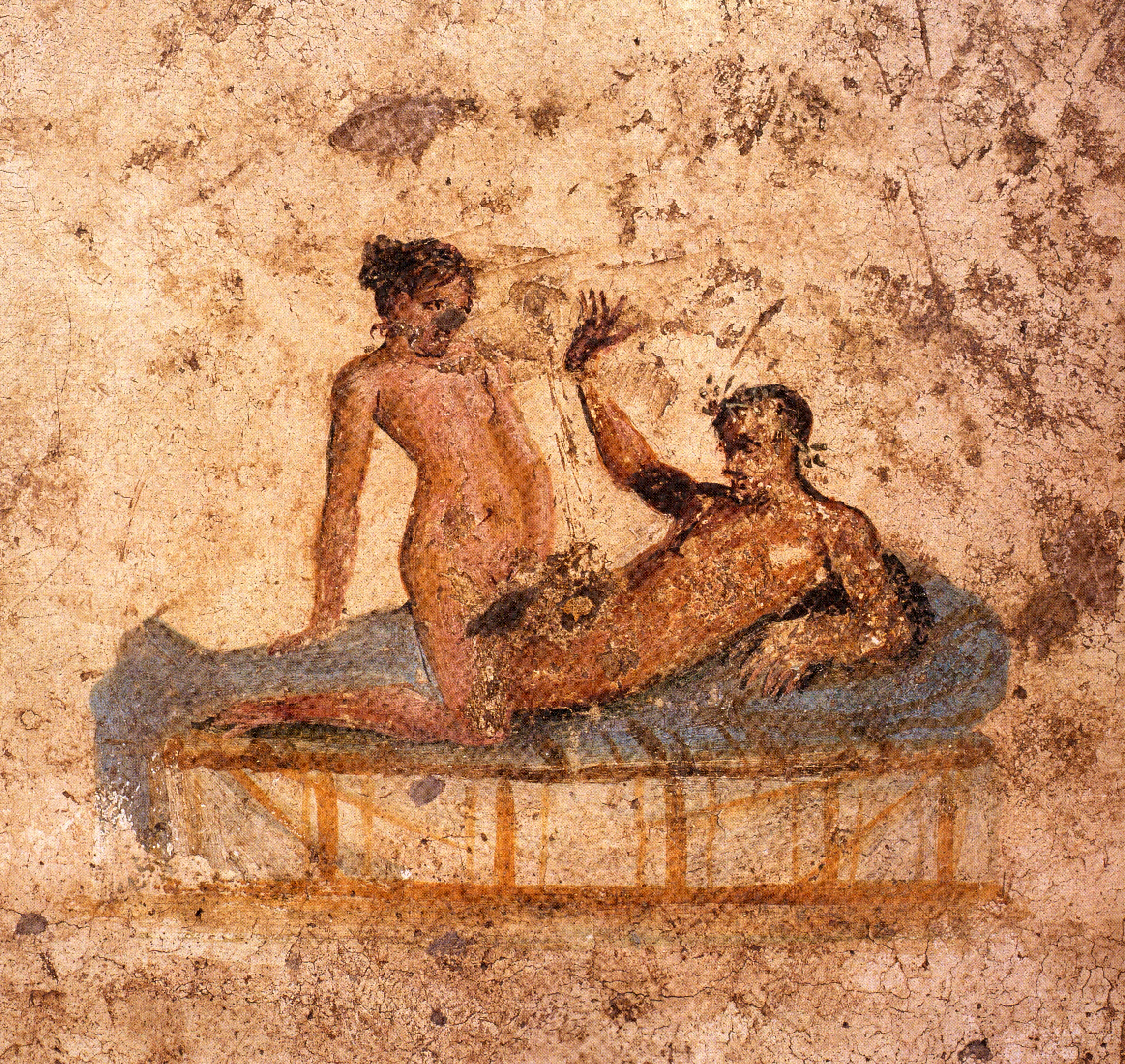
Antikes Wandbild aus Pompeji, „gekniete Reitstellung“
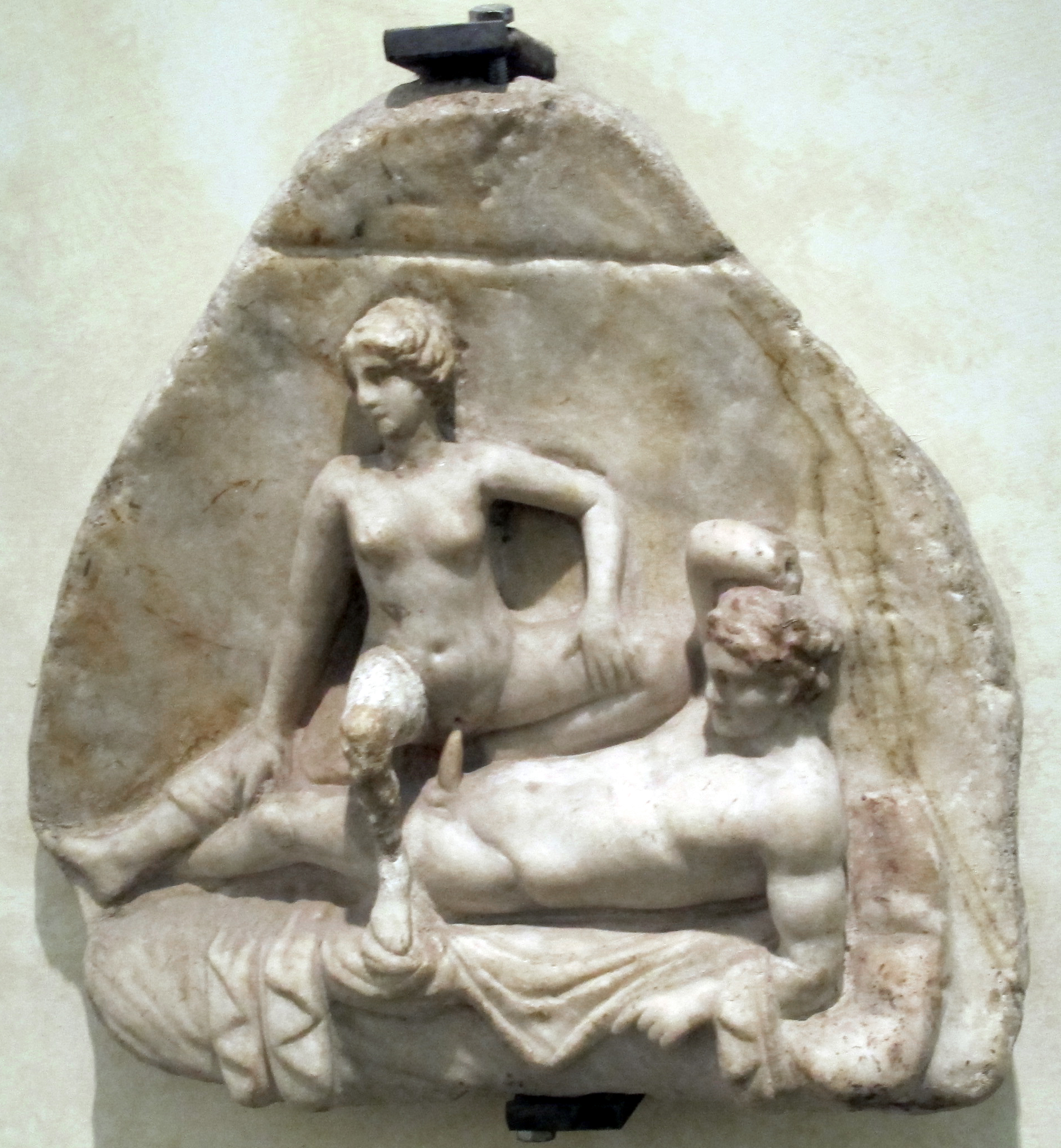
Antikes Relief aus Pompeji (Museo archeologico nazionale di Napoli), „gehockte Reitstellung“
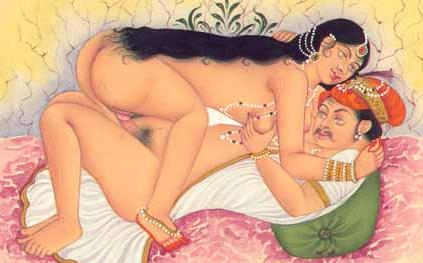
Illustration aus dem Kamasutra, „gehockte Reitstellung“
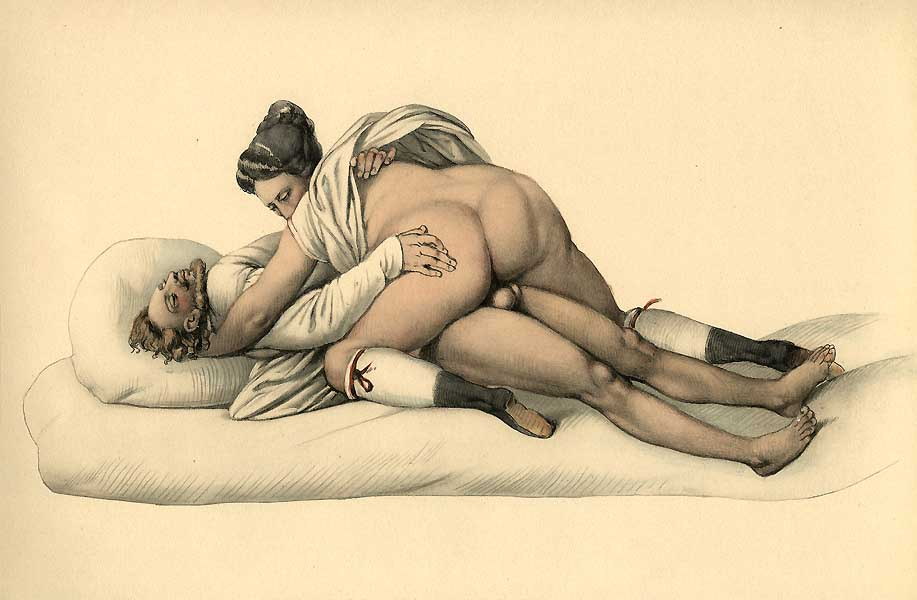
Amazonen-Reitstellung, Aquarell von Peter Johann Nepomuk Geiger; die Frau ist in einer knienden Position, d. h. beide Unterschenkel sind aufliegend, „gekniete Reitstellung“
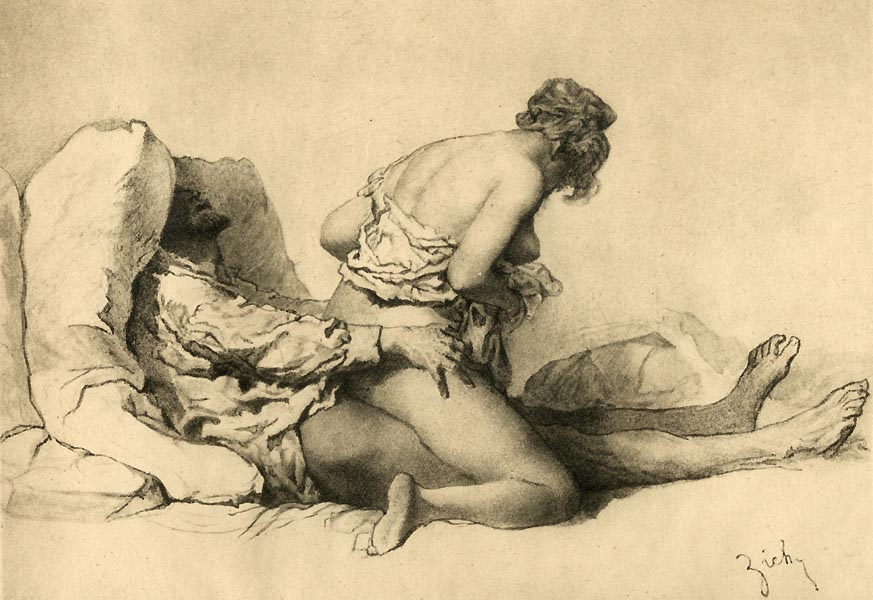
Umgekehrte Reitstellung, von Mihály Zichy
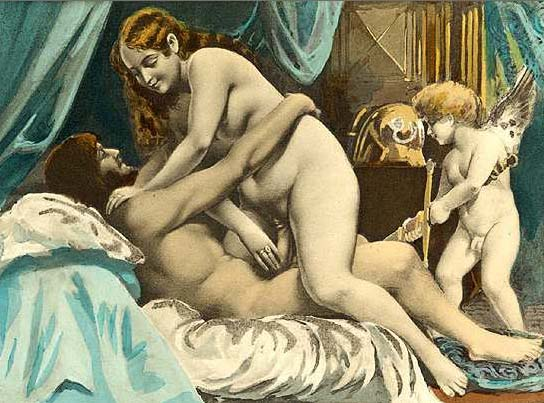
Pietro Aretino (1892) beidseits zugewandte Reitstellung
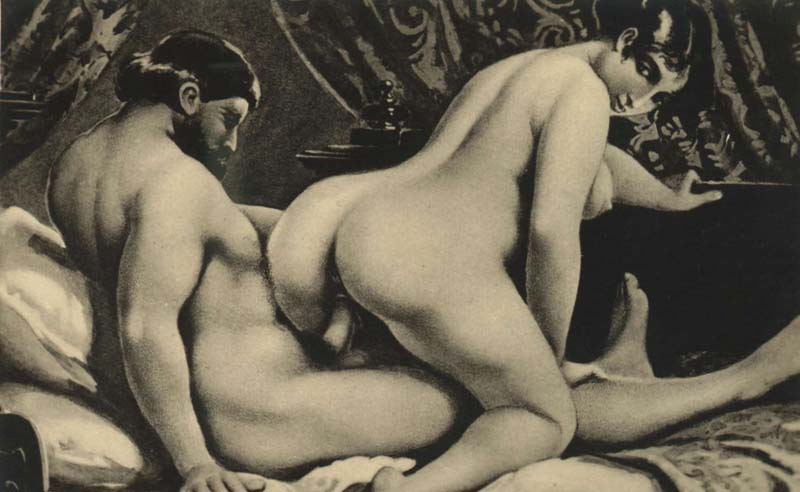
Pietro Aretino (1892), reverse Reitstellung